# Lan Xang
Lan Xang (također i Lan Chang) sa značenjem "Milijun slonova" bila je kraljevina, koja je postojala od 1353. do 1707. godine, a nalazila se na prostoru današnjeg Laosa.
U 14. stoljeću kraljević Fa Ngum ujedinio je narod, koji je živio na prostoru današnjeg Laosa. Fa Nguma je vrlo mladog iz Seng Dong-Seng Tonga (tadašnje tai ime za Luang Prabang) protjerao njegov otac u Angkor, gdje je stekao kmersko obrazovanje. On se vraća u rodni grad i osvaja svoju zemlju pripajajući joj još dvije pokrajine, ustanovljujući na taj način po prvi put u povijesti ujedinjene teritorija na prostoru današnjeg Laosa.
Novo kraljevstvo je nazvano Lan Xang Hom Kao ili u doslovnom prijevodu "Kraljevstvo milijun slonova i bijelog suncobrana". Glavni grad je bio smješten u Muang Sua (također ime za Luang Prabang) i proglašen je theravada budizam novom religijom čitavog kraljevstva, što je bila posljedica Fa Ngumovog kmerskog obrazovanja. Angkorski kralj nije zaboravio na svog usvojenog sina i njegovu odanost budizmu, tako da mu poklanja jednog zlatnog budu (Fa Bang) koji postaje simbol kraljevstva i najveća svetinja koja predstavlja zaštitnika grada i kraljevstva.
Od tada Luang Prabang postaje glavno duhovno, političko i administrativno središte. U gradu Nasata su mnogobrojni zlatni hramovi od kojih su mnogi sačuvani do današnjeg dana. Najveći dio hramova uništili su pljačkaši, a djelomično su obnovljen u 19. i 20. stoljeću. Novo kraljevstvo doživljava procvat tijekom prvih šezdeset godina svog postojanja, da bi zatim prošlo kroz jednostoljetnu krizu tijekom koje se smijenilo 13 vladara između 1416. i 1520. godine.
Kraljevstvo koje se sastajalo od Lao, Tai i raznih drugih planinskih etničkih skupina, postojalo je u približno istim granicama tijekom 300 godina i nakratko se proširilo i u sjeverozapadnim krajevima. Fa Ngumovi potomci bili su na prijestolju u Luang Prabangu šest stoljeća nakon njegove smrti, održavajući neovisnost Lao Sanga do kraja 17 stoljeća. Za to vrijeme vladari su odbijali napade Vijetnama (1478. – 1479.), Sijama (1536.) i Burme (1571. – 1621.).
Kraljevstvo Lan Sang raspalo se 1694. godine kao posljedica rivalskih pretenzija na prijestolje i sukoba, čime su 1707. godine nastala tri kraljevstva: Luang Prabang, Vientiane i Čampasak.